# Luis Alberto Quevedo
Luis Alberto Quevedo Castillos (Rivera, Uruguay, 23 de febrero de 1953), es un sociólogo, profesor, investigador y especialista en medios de comunicación.
En 1984 se nacionalizó argentino y reside actualmente en la ciudad de Buenos Aires.

## Biografía
Emigró a la Argentina en 1975, luego del golpe de Estado de 1973 en Uruguay, ante el cierre de la carrera de Sociología en la Universidad de la República (en Montevideo). Ingresó en la carrera de Sociología de la Universidad del Salvador (en la ciudad de Buenos Aires, donde vive desde entonces).
En 1981 se graduó como licenciado en Sociología por la Universidad del Salvador (en Buenos Aires). En esos años se desempeñó como investigador en el Centro de Estudios sobre Estado y Sociedad (CEDES), trabajando en el área de comunicación que dirigía Oscar Landi. Desde su época como estudiante militó por los derechos humanos en el Servicio Paz y Justicia, en el que fue asesor del premio nobel de la paz Adolfo Pérez Esquivel, a quien redactaba informes y discursos y acompañaba a diversas gestiones en la Argentina y el exterior.
En 1984 viajó a París (Francia), donde durante dos años estudió en la Escuela de Estudios Superiores en Ciencias Sociales.
Obtuvo su maestría en Sociología con una tesis sobre la revista argentina Primera Plana; su director de tesis fue Daniel Pecaut y asistió a cursos de Michel De Certeau, Claude Lefort, Pierre Rosanvallon, entre otros.
En Argentina se desempeña como director e investigador de la FLACSO (Facultad Latinoamericana de Ciencias Sociales) ―sede Argentina―. Es Profesor Titular regular por concurso en la carrera de Sociología de la UBA (Universidad de Buenos Aires).
Entre 1996 y 1997 fue director de la carrera de Ciencias de la Comunicación de la Facultad de Ciencias Sociales (UBA) donde actualmente se desempeña como profesor titular de la materia Sociología Política en la carrera de Sociología.
Entre 1998 y 2005 fue secretario académico de la FLACSO (sede Argentina).
En 2001 trabajó en la producción del reality televisivo Gran Hermano en el canal Telefé.
Desde 2003 hasta el año 2015 integró el directorio del portal Educ.ar del Ministerio de Educación de la Nación. y desde 2004 es codirector de investigaciones del Sistema Nacional de Consumos Culturales de la Secretaría de Medios de la Nación. Así, participó en la elaboración y redacción de los cuatro informes elaborados por este Sistema. 
En 2008 formó parte del panel de especialistas del programa El lugar del medio en el Canal 7. Actualmente se desempeña como columnista en el programa Gente de a pie que conduce el periodista Mario Wainfeld en Radio Nacional (Buenos Aires).
Se ha desempeñado como consultor de proyectos de comunicación e imagen institucional en diversas instituciones públicas y programas con financiamiento internacional (BID-BM-PNUD):
Programas de Promoción a las Pequeñas y Medianas Empresas (PREPREX) del Ministerio de Economía de la Nación;
el Hospital Privado de Niños de la Fundación Hospitalaria;
el INCUCAI (Ministerio de Salud de la Nación);
el SEDRONAR (Presidencia de la Nación);
la Secretaría de Educación de la Ciudad Autónoma de Buenos Aires;
el PROSAP y la UCAR del Ministerio de Agricultura de la Nación.
En 2007 y 2011 fue asesor de Daniel Filmus en su campaña para jefe de Gobierno de la ciudad de Buenos Aires. Formó parte del Gabinete de Asesores del Ministerio de Educación de la Nación entre 2003 y 2015.
Desde el mes de junio de 2014 es Director de la Sede Argentina de la FLACSO (Facultad Latinoamericana de Ciencias Sociales), donde previamente fue el director del Proyecto Comunicación que incluye el posgrado Gestión y Política en Cultura y Comunicación.
Fue Director de la Maestría en Ciencia Política y Sociología de la FLACSO y la Universidad Nacional de Cuyo entre 1998 y 2001.
Fue profesor de la maestría de Administración y Políticas Públicas de la Universidad de San Andrés donde también se desempeña como profesor en el Centro de Educación Empresaria.

## Publicaciones
Ha publicado ensayos en libros y revistas internacionales y nacionales sobre temas de comunicación, educación, cultura política y derechos humanos.
- 1988: "Acerca de lo Olmédico".[5]
- 1993: "Política y militares en el Uruguay: de la Dictadura a la Democracia", artículo sobre la transición democrática uruguaya escrito en el marco de un proyecto de investigación que ha contando con el apoyo de la Fundación John & Catherin Mac Arthur y el North-South Center de la Universidad de Miami.[6]
- 2000: Buenos Aires no duerme. Memorias del insomnio, libro publicado con Néstor García Canclini y Carlos Polimeni.[7]
- 2009: "Portabilidad y cuerpo. Las nuevas prácticas culturales en la sociedad del conocimiento", artículo publicado en Buscando señal.[8]
- 2010: Educación y nuevas tecnologías: los desafíos pedagógicos ante el mundo digital, con Inés Dussel.[9]
- 2012: El cine hace escuela, compilación de textos del coloquio internacional Educar en Medios Audiovisuales. Noviembre de 2012.[10]
- 2013: "La televisión no es un aparato, es un lenguaje", ensayo publicado en Televisiones, compilado por Jorge La Ferla.[11]
- 2014: "Políticas de comunicación: la Ley de Servicios de Comunicación Audiovisual"[12]
- 2014: "Cuando el mensaje fue McLuhan" [13]